# امانکودی (اورانتاندو)
امانکودی (اورانتاندو) (به انگلیسی: Ammankudi (Orathanadu)) یک منطقهٔ مسکونی در هند است که در تامیل نادو واقع شده‌است.

## خصوصیات
امانکودی ۳٬۷۱۷ نفر جمعیت دارد.